# 小獅座11
小獅座11 是一個位於小獅座的恆星系統，距離地球36.6光年。它是肉眼可見的暗淡黃色恆星，視星等為5.54。該系統正以+14.4公里/秒的日心徑向速度遠離地球。它具有相對較高的自行，以每年0.764弧秒的速度穿越天球。
主星是一顆G 型主序星，恆星分類為G8V，質量略小於太陽，亮度略低於太陽。這是一顆獵犬座RS型變星，其光度在18天內變化了0.033星等。與太陽相比，它的質量比氦大的元素多一倍多——天文學家稱其為恆星的金屬豐度。
有一個伴星，一顆視星等14的紅矮星，比主星暗得多。這對天體的軌道周期為201年，偏心率為0.88。

## 外部連結
- .   [April 4, 2007]. （原始内容存档于September 28, 2007）.